# Грънчарово
Грънчарово е село в Североизточна България. То се намира в община Дулово, област Силистра.

## Обществени институции
- храм „Успение на света Богородица“